# Skogsmulle

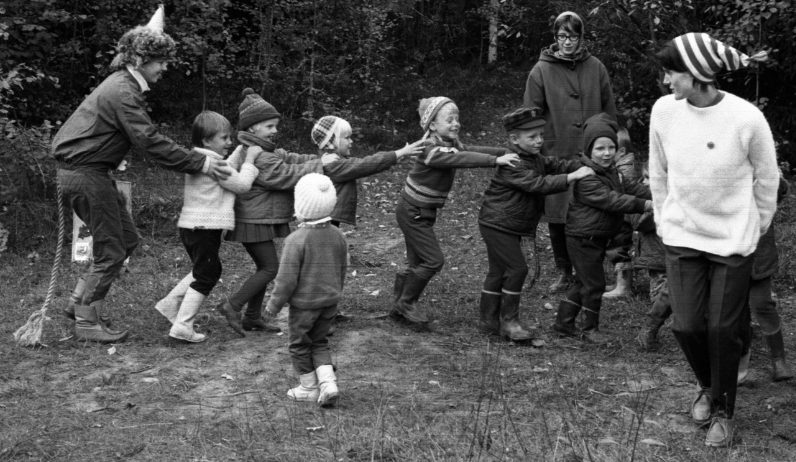
Mulleskola i Örebro 1966.

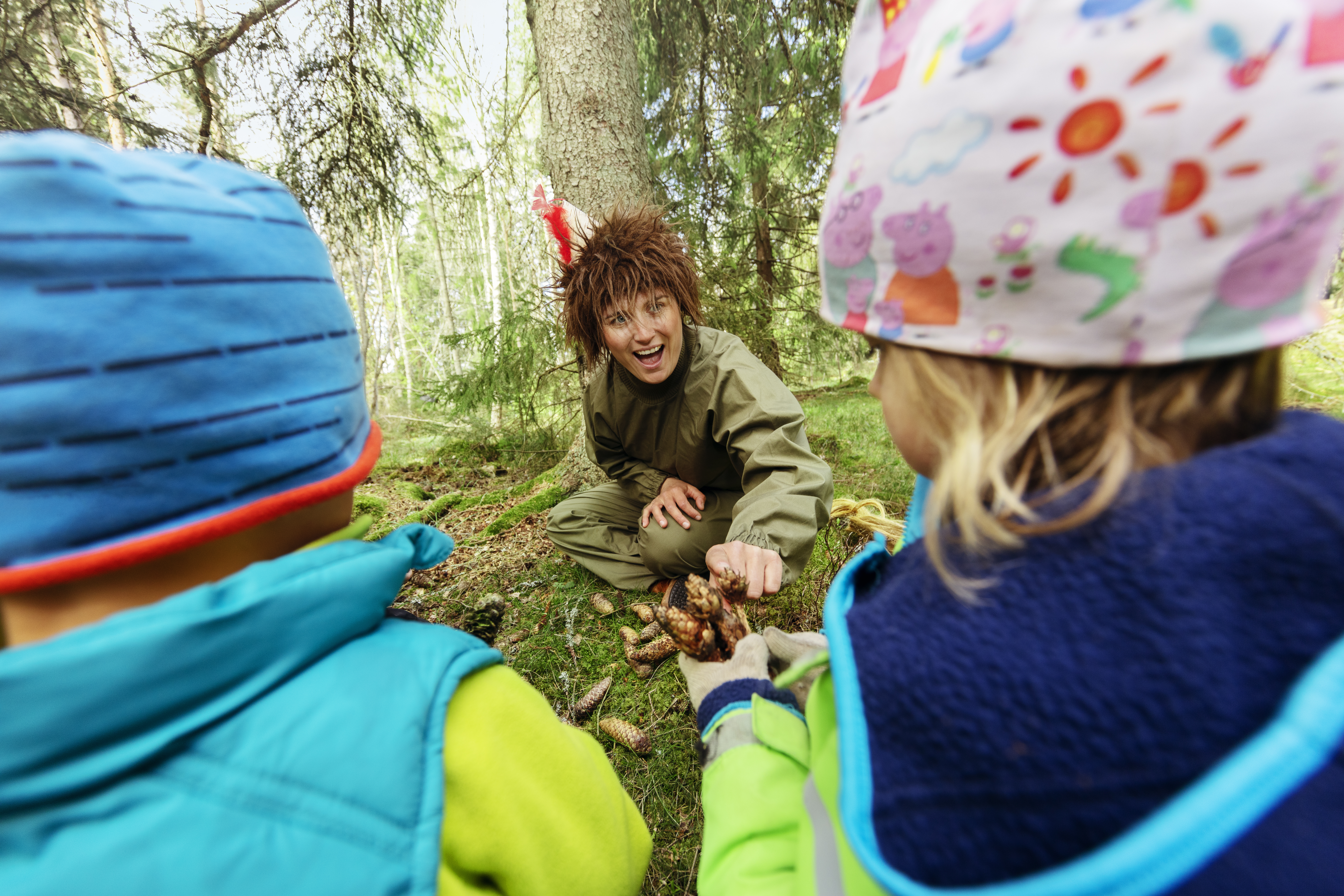
Skogsmulle med barn

Skogsmulle är en sagofigur skapad på 1950-talet av Gösta Frohm för Friluftsfrämjandet, och ett koncept för friluftsverksamhet riktad till barn som Friluftsfrämjandet arrangerat sedan 1957.
Namnet och figuren Skogsmulle är registrerade varumärken som ägs av Friluftsfrämjandet. Ordet skogsmulle används i överförd bemärkelse som beskrivning på naturälskande och naturskyddande människor eller attribut, ibland nedsättande.

## Historia
Redan 1952 började Gösta Frohm, som då var verksamhetsansvarig på Friluftsfrämjandet, att skissa på en friluftsskola för barn där sagofiguren trollet Mulle skulle ingå. Dock möttes hans idéer med skepticism från ledningen. I augusti 1956 bjöd Frohm in alla distrikten till utbildningskurs på Friluftsfrämjandets anläggning Lida friluftsgård där han återigen presenterade konceptet. Den 25 januari 1957 fick Skogsmulle sitt namn[källa behövs] och samma år anordnade Friluftsfrämjande de första Skogsmullekurserna för barn.

## Figuren Skogsmulle
Enligt Gösta Frohms mullesaga föddes Mulle en stormig dag när det åskade och blixtrade. När stormen lättade lyste solen på en mossig sten och där låg då Mulle. Skogens djur hjälpte honom genom att göra gröna kläder av löv och mossa, sydd med spindeltråd. Han gjorde sig en hatt av näver och orren gav honom en fjäder att sätta i hatten. Fjädern blev smutsig och Mulle torkade av den på en lingontuva så den blev vackert röd. Strax därefter träffade Mulle två barn som gav honom ett par näbbskor för att han inte skulle sticka sig i fötterna. Dessa barn hade samma namn som Göstas egna barn, Sten och Anna.
Skogsmulle är barnens och djurens vän i skogen. Enligt berättelserna kommer Skogsmulle till barnen för att leka, sjunga och berätta om naturen. Skogsmulle är en symbol för hänsyn i naturen. Skogsmulle brukar ha ett speciellt utrop nämligen Hej kolikok!
Skogsmulle har samma mission och värdeord som Friluftsfrämjandet, d.v.s. ökad folkhälsa och livsglädje, samt lust, tillgänglighet och kunskap. Eftersom Skogsmulle är barnens och djurens vän är respekt för naturen också mycket viktigt för Skogsmulle. Genom Skogsmulle får barn en respekt för naturen och allt som lever i den. När barn lär sig att vara aktsamma i det lilla perspektivet läggs grunden för ett livslångt miljöengagemang.
Barn som får utforska, upptäcka och uppleva naturen utvecklar rörelseglädje och lär sig massor. För Skogsmulle är det viktigt att barnen får vara medupptäckande, medundersökande, medupplevande och medagerande, samt att äventyren i naturen är roliga, trygga, lärorika och utgår från barnens intressen.
Skogsmulle gillar alla, och han tänker därför till lite extra så att lekar och äventyr känns välkomnande, anpassade och trygga för alla. Skogsmulle tävlar aldrig, men han uppmuntrar till rörelseglädje, t.ex. genom att springa, klättra och balansera.
Skogsmulle är snäll, samt både klok och nyfiken. Klok och kunnig inom mycket som rör naturen och djuren, och nyfiken på allt som barnen tänker, gör och kan. Skogsmulles tar hand om skogen, och allt som lever och växer där.

## Skogsmulles utseende
Skogsmulles kropp är smidig och sund. Hatten är konformad, sitter snett och är gjord av näver. I hatten sitter en orrfjäder som blivit rödfärgad av lingonrisets bär. Håret är brunt och så yvigt att det påminner lite om granens skägglav. Han har snälla nyfikna ögon och ljusa fräknar. Skjortan och byxorna är mossgröna, med ett ljusbrunt skärp. Svansen är gjord av trådarna på rötter, och används för att städa i naturen. På fötterna har Skogsmulle näbbskor av skinn. Skogsmulle kan ha en ryggsäck, korg, påse av skinn eller vandringsstav. När Skogsmulle vill vara extra fin kan han göra smycken av fina blommor, vackert gräs, nypon eller kottar. Kläderna varierar med årstiderna, vädret och aktivitet. Exempelvis kan Skogsmulle ha halsduk och vantar om det är kallt eller hjälm när det behövs.

## Skogsmulles vänner
Laxe: Skogsmulle och Laxe träffades i en vik, och Skogsmulle föreslog då att Laxe skulle heta Laxe eftersom han var vän med blanklaxen. Laxe tar hand om allt i vattnet (hav, sjöar, älvar och bäckar), precis som Skogsmulle tar hand om allt i skogen. Laxes hår är av tång och i håret sitter en vacker orange sjöstjärna. Laxe har en grön dräkt och en flytväst av silverglänsande fiskfjäll. På fötterna har Laxe simfötter. Laxe bor i en hydda vid vattnet, som är byggd av bäverslanor och stora fiskfjäll. Laxes lockrop är som bubblor i vattnet. Bubblor som alla djur gör när de rör sig i vattnet och letar efter mat och någonstans att bo. Allt bubblande bubbel fick Laxe att utbrista "Hej Bubbeliå".
Fjällfina: En dag då Skogsmulle vandrade i fjällen mötte han Fjällfina. Hon blev hans vän och medhjälpare i fjällen. Fjällfina är uppväxt och trivs bäst i fjällen med dess stora vidder och rena luft. Hon tar hand om djur och natur på fjället, precis som Skogsmulle tar hand om skogen. Fjällfinas dräkt är en samisk kolt, blå som fjällhimlen. Runt midjan har hon ett färgglatt band, och i bandet hänger en kåsa. På fötterna har hon näbbskor. Håret är vitt som den rena fjälluften och runt håret har hon ett blått band smyckat med två vita blommor (isranunkel). Fjällfina bor i en liten kåta i fjällbjörkskogen. Fjällfinas lockrop "Hej Vindivil", kommer från vinden som ilar på fjället. För att Fjällfina ska höras så låter hon sitt lockrop följa med den ödsliga vinande vinden.
Nova: Nova är Skogsmulles vän i rymden. Hon kommer från fantasiplaneten Tella. Tella är precis likadan som planeten Tellus, men Tella har inte smutsats ner av människor. Det är så fint och rent där att planeten inte syns på stort avstånd. Nova har samma jobb i rymden som Skogsmulle har i skogen. Nova har solgult hår, och en vit dräkt med vingar. På fötterna har hon vita skor eller stövlar. Ibland har hon hjälm och skidor och åker slalom på solstrålarna. Dessutom har hon en rymdfarkost. Nova bor i en iglo på en glaciär. Novas lockrop är Kosmohoj! och kommer från när Nova såg hur svindlande stort kosmos och hela universum är, och betyder hej hela universum.

## Immaterialrätten kring Skogsmulle
Skogsmulle skapades 1957 av Gösta Frohm, som då var verksamhetsansvarig på Friluftsfrämjandets kansli. Frohm skrev också boken om Skogsmulle (1969), och om Skogsmulles vänner Fjällfina (1971), Laxe (1978) och Nova (1997).
Vid Göstas bortgång 1999 testamenterades Skogsmulle och sagoskatten till Friluftsfrämjandet. Orden Skogsmulle och Mulle, figuren Skogsmulle samt figurerna Fjällfina, Laxe och Nova är registrerade varumärken som ägs av Friluftsfrämjandet.

Syftet med att varumärkesskydda Skogsmulle och hans vänner är att bevara de värderingar som Skogsmulle varje vecka kommunicerar till tusentals barn. Alla som använder Skogsmulle ska göra det i enlighet med denna handbok. För att en extern part ska få använda Skogsmulle krävs först ett samarbetsavtal med Friluftsfrämjandet.

## Friluftsverksamheten

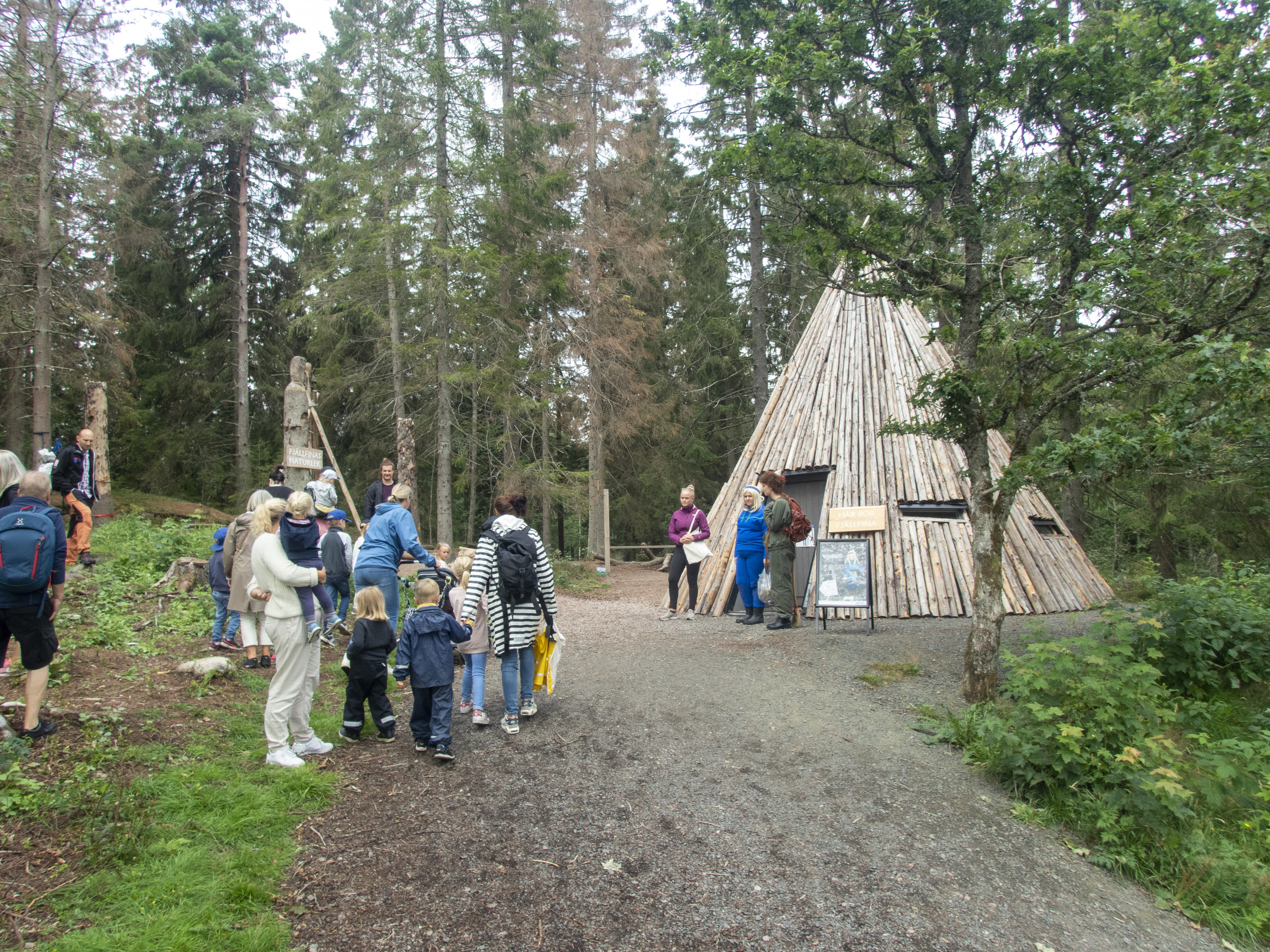
Skogsmulleriket på Billingen

I Friluftsfrämjandets breda barnverksamhet får barn i alla åldrar upptäcka och utforska naturen. Skogsmulle är barnens bästa vän i skogen och har sedan 50-talet lekt, lärt och förundrats i naturen, tillsammans med barnen.
"Skogsmulle och skogens värld” är Friluftsfrämjandets verksamhet för de yngre barnen:⁠ Öppna Skogsgläntan (0-2 år), Skogsknopp (2-3 år), Skogsknytte (3-4 år), Skogsmulle (5-7 år) och Familjemulle.

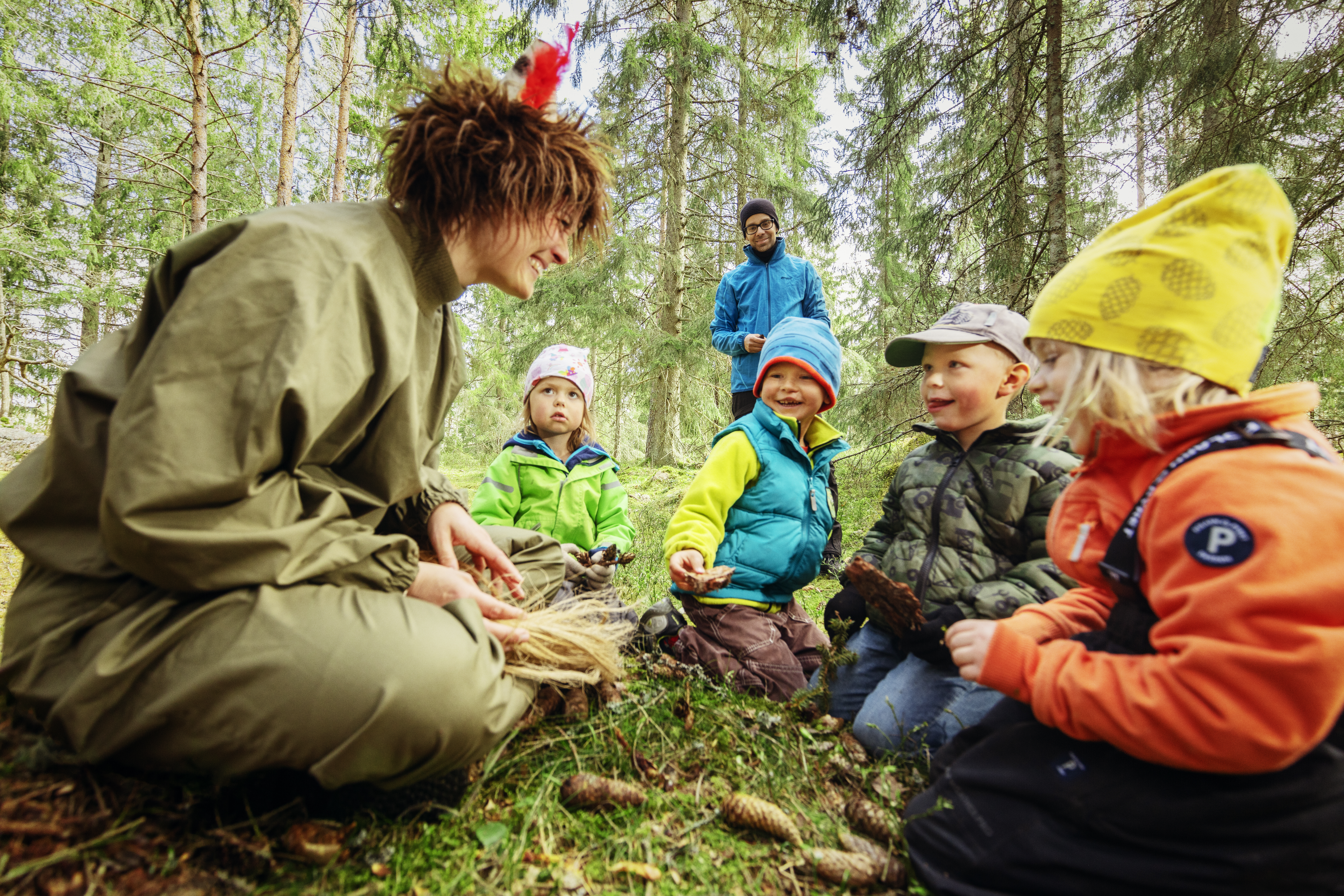
Skogsmulle leker med barn

Träffarna sker regelbundet och grupperna är ute cirka 2 timmar per gång, till exempel i en skogsbacke nära barnens hem för en ökad förståelse av att naturens små och stora under finns överallt.
Verksamheten tillfredsställer barnens naturliga nyfikenhet och upptäckarglädje och utvecklar deras känsla av ansvar för allt som lever. Som karaktär är Skogsmulle barnens vän i skogen – och han kommer till några av träffarna för att leka, sjunga, berätta om naturen och sätta deras fantasi i rörelse. I skogsmiljön kommer kunskap, gemenskap, och rörelse under leken naturligt till barnet. Ingen annan lekplats kan möta sig med äventyret och mystiken i naturen. I naturen finns möjligheter för barnen att utveckla sin finmotorik och sin grovmotorik. Genom Skogsmulle får barnen en känsla för naturen och allt som lever i den. I känslan ingår attityder, värderingar och identifieringar.
Skogsmulle är en symbol för hänsyn i naturen. Att lära sig att vara aktsam i det lilla perspektivet, gör oss medvetna om vår inverkan på naturen och grundlägger en ekologisk förståelse.
Gösta Frohm själv brukade ibland träda in som Mulle och kallades då "Gammelmulle" som en hedersbetygelse.
I Sollefteå finns Mulleriket där man bland annat kan se Skogsmulles koja. Detta är skapat i samarbete med Gösta Frohm och Friluftsfrämjandet.

### Efter Frohms bortgång och nysatsning
Efter Frohms bortgång 1999 pausade Friluftsfrämjandet utvecklingen av nya berättelser. Det dröjde till 2020 innan pausen avbröts. Detta skedde i samband med det ökade intresset för friluftsliv till följd av restriktionerna under covid-19-pandemin. Med hjälp av förlaget Egmont resulterade nysatsningen bland annat i böckerna Skogsmulle och den röda fjädern och Skogsmulle och den ledsna fågeln.